# 裸果胡椒
裸果胡椒（学名：Piper nudibaccatum）是胡椒科胡椒属的植物，为中国的特有植物。分布于中国大陆的云南等地，生长于海拔900米至2,000米的地区，多生长在山坡以及沟谷密林中，目前尚未由人工引种栽培。